# تعاطي العقاقير المسؤول

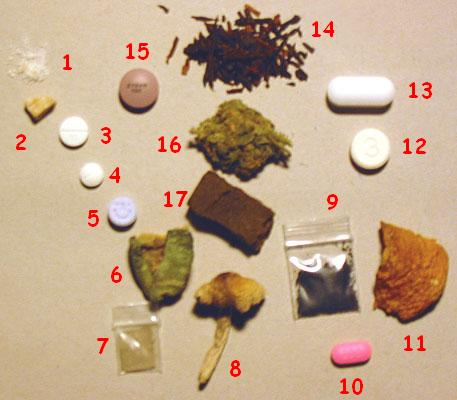
عقاقير ذات التأثير النفسي, ممنوعات, مواد محضورة.

تزيد مسؤولية تعاطي المخدرات من الفوائد وتقلل من الأثار السلبية على حياة المستخدم. بالنسبة للعقاقير النفسية والعصبية التي لا يتم وصفها طبيًا، يعتقد بعض النقاد أن تعاطيها غير المشروع بغرض الترفيه هو تصرف غير مسؤول. وهذا بسبب قوة ونقاء العقاقير غير المتوقعة وغير المراقبة، بالإضافة إلى مخاطر الإدمان والعدوى والآثار الجانبية الأخرى.
مع ذلك، يدعي مؤيدو الحد من الضرر أن المستخدم يمكن أن يكون مسؤولًا عن طريق استخدام نفس المبادئ العامة المُطبقة على تعاطي الكحول، وهي؛ تجنب المواقف الخطرة والجرعات المفرطة والتركيبات الخطرة من المخدرات، وتجنب الحقن، وعدم تعاطي المخدرات أثناء ممارسة الأنشطة التي قد تكون غير آمنة إلا إذا كان الشخص في حالة من اليقظة التامة.
يمكن اعتبار تعاطي المخدرات نشاطًا مفيدًا في الوقت نفسه ولكنه ينطوي على مخاطر، مثل قيادة السيارة أوالتزلج أوالقفز بالمظلات أو ركوب الأمواج أوتسلق الجبال، والتي يمكن التقليل من مخاطرها بالحذر والتفكير السليم.
يشير هؤلاء المدافعون أيضًا إلى أن الإجراءات الحكومية (أو تجاهلها للأمر) تجعل تعاطي المخدرات المسؤول أكثر صعوبة، مثل عدم توفير العقاقير المعروف درجة نقائها وقوتها.

## المبادئ
يجادل دنكان وذهب أنه لاستخدام الأدوية الخاضعة للرقابة وغيرها من الأدوية بشكل مسؤول، يجب على الشخص الالتزام بقائمة المبادئ. [4] يجادل هؤلاء وآخرون [5] بأنه يجب على متعاطي المخدرات المتابعة عن طريق:
فهم وتثقيف نفسه حول الآثار والمخاطر والآثار الجانبية والوضع القانوني للدواء الذي يتناولونه [5]
قياس الجرعات الدقيقة، واتخاذ الاحتياطات الأخرى لتقليل خطر الجرعة الزائدة عند تناول الأدوية حيث يمكن تناول جرعة زائدة
أخذ جرعة صغيرة أولاً عند تناول دواء جديد
إذا أمكن، اختبار جميع الأدوية كيميائيًا قبل استخدامها لتحديد نقائها وقوتها
محاولة الحصول على الأدوية الأكثر نقاءً وعالية الجودة مع عدم وجود عامل قطع في أحسن الأحوال [6] مثل الشراء من أسواق Darknet [7] [8]
إن تعاطي المخدرات فقط في المواقف الاجتماعية المريحة والمسؤولة لأن الوعي المتغير يمكن أن يكون غير مناسب في ظروف خطرة أو غيرمعروفة
تجنب القيادة، أو تشغيل الآلات الثقيلة، أو وضع أنفسهم بشكل آخر مسؤولاً بشكل مباشر أو غير مباشر عن سلامة أو رعاية شخص آخرأثناء التسمم وثني الأشخاص عن تشغيل مركبة أثناء السكر.
الحصول على حاضنة رحلة (أو «مساعد طيار») عند تناول الأدوية المهلوسة
استخدام العقاقير الترويحية باعتدال، [9] وضع حدود معقولة للاستهلاك وعدم السماح بتعاطي المخدرات بتغطية جوانب أخرى من حياتهم (أي المسؤوليات المالية والاجتماعية)
أخذ أصغر جرعة من عقار ترفيهي ينتج التأثيرات المرغوبة
تجنب خلط الأدوية أو دمجها، خاصة الأدوية غير المعروفة والأدوية ذات التفاعلات الخطيرة المعروفة
عدم الوثوق بشخص آخر مسؤول عن صحتك وسلامتك
معرفة تقنيات الإسعافات الأولية الأساسية وتحمل المسؤولية عن تطبيقها بشكل مناسب في حالات الطوارئ الدوائية
تجنب حقن المخدرات
الاعتراف بأن سلوك الفرد واتجاهات تعاطيه للمخدرات في وجود الآخرين ستؤثر على الآخرين، وخاصة الأطفال [10]
الامتناع عن تعاطي المخدرات عندما يكون غير مناسب لأسباب تتعلق بالصحة واللياقة البدنية مثل الحمل
احترام قرار الفرد بشأن تعاطي المخدرات
توفير بدائل للسلوكيات الاجتماعية والترفيهية المقبولة داخل المجموعة للآخرين وتجنب تعاطي المخدرات ليصبح الدافع أو التركيز الوحيدللوضع الاجتماعي
فهم فردية الاستجابة [5]
إدراك التأثيرات المعقدة للمجموعة والإعداد لخبرات الأدوية ذات التأثير النفساني والعمل وفقًا لذلك
تشمل بعض المبادئ التوجيهية الأخلاقية المقترحة ما يلي:
لا تخدع أو تقنع أي شخص باستخدام المخدرات
الوعي الأخلاقي لمصدر الأدوية التي يستخدمها الشخص
اقترح دنكان وذهب أن تعاطي المخدرات المسؤول ينطوي على المسؤولية في ثلاثة مجالات: المسؤوليات الظرفية، والمسؤوليات الصحية، والمسؤوليات المتعلقة بالسلامة. من بين المسؤوليات الظرفية، تضمنت مخاوف بشأن المواقف المحتملة التي يمكن فيها استخدام الأدوية بشكلقانوني. وهذا يشمل تجنب المواقف الخطرة؛ لا تستخدم عندما تكون بمفردها؛ ولا تستخدم بسبب الإكراه أو عندما يكون استخدام المخدراتنفسها هو السبب الوحيد للاستخدام. تشمل المسؤوليات الصحية: تجنب الجرعات المفرطة أو المجموعات الخطرة من الأدوية؛ الوعي بالعواقبالصحية المحتملة لتعاطي المخدرات؛ تجنب سلوكيات تعاطي المخدرات مما يمكن أن يؤدي إلى الإدمان؛ وعدم استخدام دواء ترفيهيًا خلالفترات الإجهاد المفرط. تتضمن المسؤوليات المتعلقة بالسلامة: استخدام أصغر جرعة ضرورية لتحقيق التأثيرات المرجوة؛ تستخدم فقط فيإعدادات مريحة مع رفاق داعمين؛ تجنب استخدام الأدوية عن طريق الحقن؛ وعدم استخدام الأدوية أثناء أداء المهام المعقدة أو تلك التي قديضعف فيها الدواء من قدرة المرء على العمل بأمان.
يتم التأكيد على الاستخدام المسؤول للمخدرات باعتباره تقنية الوقاية الأولية في سياسات المخدرات للحد من الضرر. تم تعميم سياساتالحد من الضرر في أواخر الثمانينيات على الرغم من أنها بدأت في الثقافة المضادة في السبعينيات حيث تم توزيع الرسوم الكاريكاتورية للمستخدمين لتوضيح الاستخدام المسؤول للمخدرات وعواقب الاستخدام غير المسؤول للمخدرات. [11]
النقد والحجج المضادة
العواقب الصحية والاجتماعية
غالبا ما لا يعتبر تعاطي المخدرات والمستخدمين مقبولين اجتماعيا؛ وكثيراً ما يتم تهميشهم اجتماعياً واقتصادياً. [12]
قد يؤثر تعاطي المخدرات على أداء العمل؛ ومع ذلك، لا ينبغي أن يكون اختبار المخدرات ضروريًا إذا كان الأمر كذلك، حيث سيكون أداءعمل المستخدم ضعيفًا بشكل ملحوظ، ويكون سببًا في حد ذاته للفصل. في حالة الاستخدام التمييزي للأمفيتامين والأدوية المماثلة وبعضالمنشطات الأخرى، تزداد القدرة على العمل بالفعل، مما يثير في حد ذاته اعتبارات أخلاقية إضافية. [13] [14]
عدم الشرعية
يسبب عدم المشروعية مشاكل في العرض، ويرفع الأسعار بشكل مصطنع. يرتفع سعر الدواء أعلى بكثير من تكاليف الإنتاج والنقل. منالصعب تقييم نقاء وقوة العديد من الأدوية، لأن الأدوية غير قانونية. ينجذب الوسطاء غير عديمي الضمير وغير الخاضعين للتنظيم، عنطريق الربح، إلى صناعة هذه السلع القيمة. يؤثر هذا بشكل مباشر على قدرة المستخدمين على الحصول على الأدوية واستخدامها بأمان. تعاطي المخدرات مع نقاء متفاوت إشكالية. شراء الأدوية يمثل مشكلة، مما يجبر المستخدم على تحمل المخاطر التي يمكن تجنبها. يكافئدافع الربح البائعين غير الشرعيين الذين يضيفون عامل قطع للمخدرات، ويخففهم؛ عندما يقوم المستخدم، الذي يتوقع جرعة منخفضة، بشراء أدوية «غير مقطوعة»، يمكن أن ينتج جرعة زائدة.
يتم التشكيك أيضًا في أخلاق شراء بعض العقاقير غير المشروعة نظرًا لأن التجارة في الكوكايين، على سبيل المثال، تشير إلى تسبب20000 حالة وفاة سنويًا في كولومبيا وحدها * هذا أمر عفا عليه الزمن *. [15] يتسبب الطلب الغربي المتزايد على الكوكايين في تشريدمئات الآلاف من الأشخاص من منازلهم كل عام، ويُستعبد السكان الأصليون لإنتاج الكوكايين ويقتل الناس من قبل عصابات المخدرات فيمناجم الأرض لحماية محاصيلهم من الكوكا. [15] ومع ذلك، فإن غالبية الوفيات التي تسببها حاليًا التجارة غير المشروعة للمخدرات لا يمكنأن تحدث إلا في حالة تكون فيها المخدرات غير مشروعة ويلوم بعض النقاد حظر المخدرات وليس استهلاكها للعنف المحيط بها. [16] وقديؤدي عدم شرعية المخدرات في حد ذاته إلى عواقب اجتماعية واقتصادية لمن يتعاطونها، كما أن التنظيم القانوني لإنتاج وتوزيع المخدراتيمكن أن يخفف من هذه المخاطر وغيرها من مخاطر الاستخدام غير المشروع للمخدرات. [17]
تقليل الضرر
بدأ الحد من الضرر كما يطبق على تعاطي المخدرات كفلسفة في 1980s تهدف إلى تقليل انتقال فيروس نقص المناعة البشرية بين متعاطيالمخدرات عن طريق الوريد. كما ركزت على استخدام الواقي الذكري لمنع انتقال فيروس نقص المناعة البشرية من خلال الاتصال الجنسي.
عمل الحد من الضرر بشكل فعال لدرجة أن الباحثين وصانعي السياسات المجتمعية قاموا بتكييف النظرية مع الأمراض الأخرى التي يكونمتعاطي المخدرات عرضة لها، مثل التهاب الكبد C.
يسعى الحد من الضرر إلى تقليل الأضرار التي يمكن أن تحدث من خلال استخدام الأدوية المختلفة، سواء كانت قانونية (مثل الإيثانول (الكحول) أو الكافيين والنيكوتين) أو غير قانونية (مثل الهيروين والكوكايين). على سبيل المثال، يمكن للأشخاص الذين يحقنون المخدّرات غيرالمشروعة تقليل الضرر على أنفسهم وأفراد المجتمع إلى الحد الأدنى من خلال تقنية الحقن المناسبة، واستخدام إبر وحقن جديدة في كل مرة، ومن خلال التخلص المناسب من جميع معدات الحقن. يمكن تجنب تدخين 700 ملليجرام سيجارة تبغية أو مفصل القنب (مع الصدمة الحرارية المصاحبة، وأول أكسيد الكربون، وسموم الاحتراق) عن طريق تقديم 25 ملغ «توكيز فردية» في أنبوب مصغر أو باستخدام المرذاذ.
تم تنفيذ طرق أخرى لتقليل الضرر باستخدام أدوية مثل الكوكايين. في بعض المدن، شارك المدافعون عن صحة الأقران (Weeks، 2006)في تمرير نصائح لسان الأنابيب الناعمة للتشقق لتقليل خطر التهاب الكبد A و B و C وفيروس نقص المناعة البشرية بسبب مشاركة الأنابيببينما تحتوي الشفاه والفم على تقرحات مفتوحة. أيضًا، أفادت دراسة أجراها بونكوفسكي وميهتا أنه، تمامًا مثل الإبر المشتركة، فإنمشاركة القش المستخدم في «شخير» الكوكايين يمكن أن ينشر أمراض الدم مثل التهاب الكبد C.
وبالتالي، يقلل المستخدم المسؤول من انتشار الفيروسات المنقولة بالدم مثل التهاب الكبد C و HIV في المجتمع الأوسع.
مواقع الحقن تحت الإشراف (SiS)
المقال الرئيسي: موقع الحقن تحت الإشراف
يعمل توفير مواقع الحقن الخاضعة للإشراف، والتي يشار إليها أيضًا باسم مواقع الحقن الآمنة، على أساس الحد من الضرر من خلالتزويد متعاطي المخدرات بالحقن بمساحة نظيفة ومواد نظيفة مثل الإبر والماء المعقم ومسحات الكحول وغيرها من العناصر المستخدمة فيحقن آمن.
فانكوفر، كولومبيا البريطانية [18] فتحت SiS تسمى Insite في أفقر أحياءها، وسط مدينة إيست سايد. تم افتتاح Insite في عام 2003، وقد قلل بشكل كبير من العديد من الأضرار المرتبطة باستخدام المخدرات بالحقن. وقد وجدت الذراع البحثية للموقع، [18] التي يديرهامركز التميز لفيروس نقص المناعة البشرية / الإيدز، أن SiS يؤدي إلى زيادة في الأشخاص الذين يدخلون علاج السموم والإدمان دون زيادة الجرائم المتعلقة بالمخدرات. بالإضافة إلى ذلك، فإنه يقلل من انتشار أدوات صنع المخدرات (مثل الإبر المستخدمة) في الشارع ويقلل من عددالأشخاص الذين يحقنون في الأماكن العامة. يجذب البرنامج المستخدمين الأكثر عرضة للخطر، مما أدى إلى مشاركة أقل للإبر في مجتمعوسط المدينة الشرقي، وفي الجرعات الزائدة التي حدثت في المنشأة وعددها 453، أنقذ طاقم الرعاية الصحية كل شخص.
في هولندا، حيث يعتبر تعاطي المخدرات قضية اجتماعية وصحية وليست متعلقة بالقانون، فتحت الحكومة عيادات حيث يمكن لمستخدميالمخدرات استهلاك موادهم في بيئة آمنة ونظيفة. يُمنح المستخدمون حق الوصول إلى الإبر النظيفة والأدوات المساعدة الأخرى، تحت إشرافمسؤولي الصحة ويتم منحهم القدرة على طلب المساعدة من إدمان المخدرات. [19]
نظرًا للنجاح الأولي للمشروع في الحد من معدلات الوفيات وانتشار الفيروس بين متعاطي المخدرات بالحقن، تم البدء في مشاريع أخرى في سويسرا وألمانيا وإسبانيا وأستراليا وكندا والنرويج. كما تنظر فرنسا والدنمارك والبرتغال في إجراءات مماثلة.
في المهرجانات
نظرًا لأن الأدوية منتشرة جدًا في ثقافة المهرجان، فكر أكثر فأكثر في اتخاذ تدابير للاستخدام المسؤول هناك. [20] اختار بعض منظميالمهرجان تقديم خدمات تهدف إلى الإبلاغ عن الاستخدام المسؤول للمخدرات واختبار الأدوية للتخلص من تلك المزودة بشكل خطير. ونتيجة لذلك، أفاد البعض عن انخفاض كبير في عبء العمل من المسعفين وفريق الرعاية وضباط الشرطة في المهرجان. [21] .

## مقالات ذات صلة
- استكشاف نفسي